# Demineralisation (Medizin)
Unter einer Demineralisation (auch Demineralisierung oder Entmineralisierung) versteht man in der Medizin eine pathologische Verarmung einzelner Organe an anorganischen Anteilen, besonders der mengenmäßig häufigsten Mineralanteile Calcium und Phosphat. Da meist die Verminderung des Calciumanteils zu krankhaften Veränderungen führt, spricht man auch von Dekalzifizierung. Die von Demineralisation bedrohten Organe sind jene, deren Anteil an Mineralien besonders hoch ist, also Knochen und Zähne. Bei der Osteoporose, Osteopenie, Osteomalazie und Halisterese ist vorwiegend die Knochensubstanz (Substantia compacta und Substantia spongiosa) betroffen.
Ursache einer Demineralisation sind ein vermehrter Abbau des Gewebes, ungenügende Einlagerung von Mineralien oder Anbau von Gewebe. Selten beruht eine Demineralisierung auf einer nicht ausreichenden Zufuhr über die Nahrung. Der Nachweis einer Demineralisation kann beispielsweise über eine Knochendichtemessung erfolgen.
Der durch osmotische Diurese bedingte Verlust von Elektrolyten (Natrium, Chlor, Kalium und Calcium) im Rahmen von Nierenerkrankungen wurde als Demineralisation bezeichnet.